# لورنزو سرا فرر
لورنزو سرا فرر (کاتالونیایی: Llorenç Serra Ferrer؛ زادهٔ ۵ مارس ۱۹۵۳) بازیکن فوتبال اهل اسپانیا است.
از باشگاه‌هایی که در آن بازی کرده‌است می‌توان به باشگاه فوتبال رئال بتیس اشاره کرد.